# Gábor Wéber

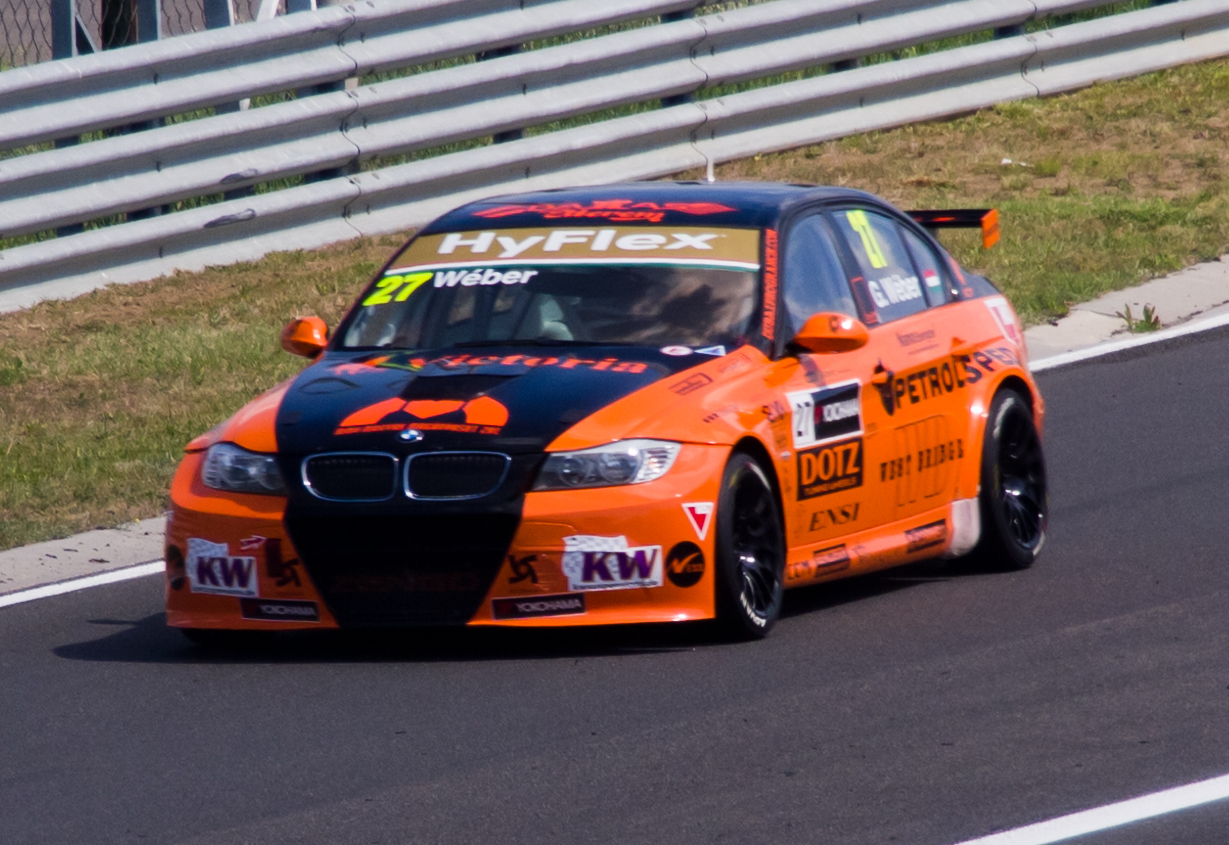
Wéber tijdens een race in Hongarije in 2012

Gábor Wéber (Boedapest, 4 december 1971) is een Hongaars autocoureur. Ook geeft hij commentaar bij Formule 1-races op het Hongaarse kanaal M1.

## Carrière
In 2003 nam Wéber deel aan zijn thuisrace in de Porsche Supercup voor Porsche AG op de Hungaroring, waarin hij de finish niet wist te bereiken.
Tussen 2008 en 2010 nam hij deel aan de Seat Leon Eurocup. In 2008 werd hij met één overwinning op het Circuit de Pau elfde in het kampioenschap. In 2009 werd hij, ondanks dat hij alleen het laatste raceweekend op het Autodromo Enzo e Dino Ferrari deelnam, twaalfde. In 2010 werd hij met drie overwinningen kampioen.
In 2012 stapte Wéber over naar het World Touring Car Championship, waar hij in een BMW 320 TC voor het team Zengő Motorsport ging rijden naast zijn landgenoot Norbert Michelisz. Door budgetproblemen miste hij echter het derde raceweekend op het Stratencircuit Marrakesh, waarna hij enkel aan de Europese ronden deel zou nemen. Uiteindelijk behaalde hij drie punten in de races op de Slovakiaring en de Hungaroring, waarmee hij als 23e in het kampioenschap eindigde.